# Sylvie Perrinjaquet
Sylvie Perrinjaquet, née le 24 août 1955 à Paris (originaire de Travers), est une personnalité politique et lobbyiste suisse, membre du parti libéral-radical (PLR).
Elle est conseillère d'État du canton de Neuchâtel de mai 2001 à mai 2009 et conseillère nationale de fin 2007 à fin 2011 et de fin 2013 à fin 2015.

## Biographie

### Origines, famille et parcours professionnel
Sylvie Perrinjaquet naît le 24 août 1955 à Paris. Elle est originaire de Travers, dans le canton de Neuchâtel.
Elle est formatrice auprès du personnel enseignant en école maternelle.
Elle est mariée à un pilote de ligne et mère de deux enfants.

### Parcours politique
Membre du parti libéral-radical (PLR), elle est élue au Conseil d'État du canton de Neuchâtel en 2001 et prend en charge les finances et les affaires sociales. Réélue en 2005, elle change de département pour celui de l'éducation, de la culture et des sports.
Élue au Conseil national en 2007, elle est de nouveau candidate sur la liste du PLR lors des élections fédérales du 23 octobre 2011, mais n'est pas réélue.
Après l'élection d'Alain Ribaux au Conseil d'État neuchâtelois, elle retrouve cependant son siège dès le 9 septembre 2013, en tant que suivante de liste.
En janvier 2015, elle annonce qu'elle ne se représente pas  pour les élections au Conseil national d'octobre 2015.

### Autres fonctions
Elle est présidente d'honneur de l'association suisse de la sécurité de l'information (Clusis). 
Après sa carrière politique, elle devient consultante et exerce depuis janvier 2016 comme lobbyiste auprès de Philip Morris International,.
Elle est présidente depuis 2016, année de sa fondation, de la Commission d’écoute, de conciliation d’arbitrage et de réparation (CECAR), qui traite des abus sexuels sur mineurs dans l'Église catholique en Suisse romande.